# 縱帶似馬面單棘魨
縱帶似馬面單棘魨，為輻鰭魚綱魨形目鱗魨亞目單棘魨科的其中一種，為溫帶海水魚，分布於印度西太平洋區澳洲南部海域，棲息深度20公尺，體長可達21公分，棲息在沿岸礁石區，生活習性不明。

## 扩展阅读
維基物種上的相關：縱帶似馬面單棘魨